# Witte mestinktzwam
De witte mestinktzwam (Coprinopsis nivea) is een schimmel uit de familie Psathyrellaceae. Hij komt voor in matig bemeste weilanden op uitwerpselen van paarden.

## Kenmerken
Hoed
De hoed bereikt een breedte van 1,5 tot 4 cm en een hoogte van 3 tot 4 cm. Zeer jonge exemplaren zijn eivormig gesloten en gaan dan open. Het witte hoedoppervlak is dicht bedekt met bloemige, kleverige, verwijderbare vlokken. Met het verouderen scheurt, rafelt en rolt de hoed op. 
Lamellen
De lamellen zijn eerst wit, dan grijs en ten slotte zwart. 
Steel
De cilindrische steel is witachtig en wordt 12 cm hoog en 2 tot 6 mm breed. Het is hol, breekbaar en bedekt met fijne schilfers. Het vruchtvlees (trama) is grijs en zeer dun.
Geur
Deze paddenstoel heeft geen kenmerkende geur.
Sporen
De sporen zijn zwart, elliptisch tot amandelvormig en zijn 15-19 × 8,5-11 × 11-14 µm groot.

## Verspreiding
De witte mestinktzwam komt voor in Noord- en Midden-Amerika en Europa. In Nederland komt hij vrij algemeen voor. Hij is niet bedreigd en staat niet op de rode lijst.

## Foto's

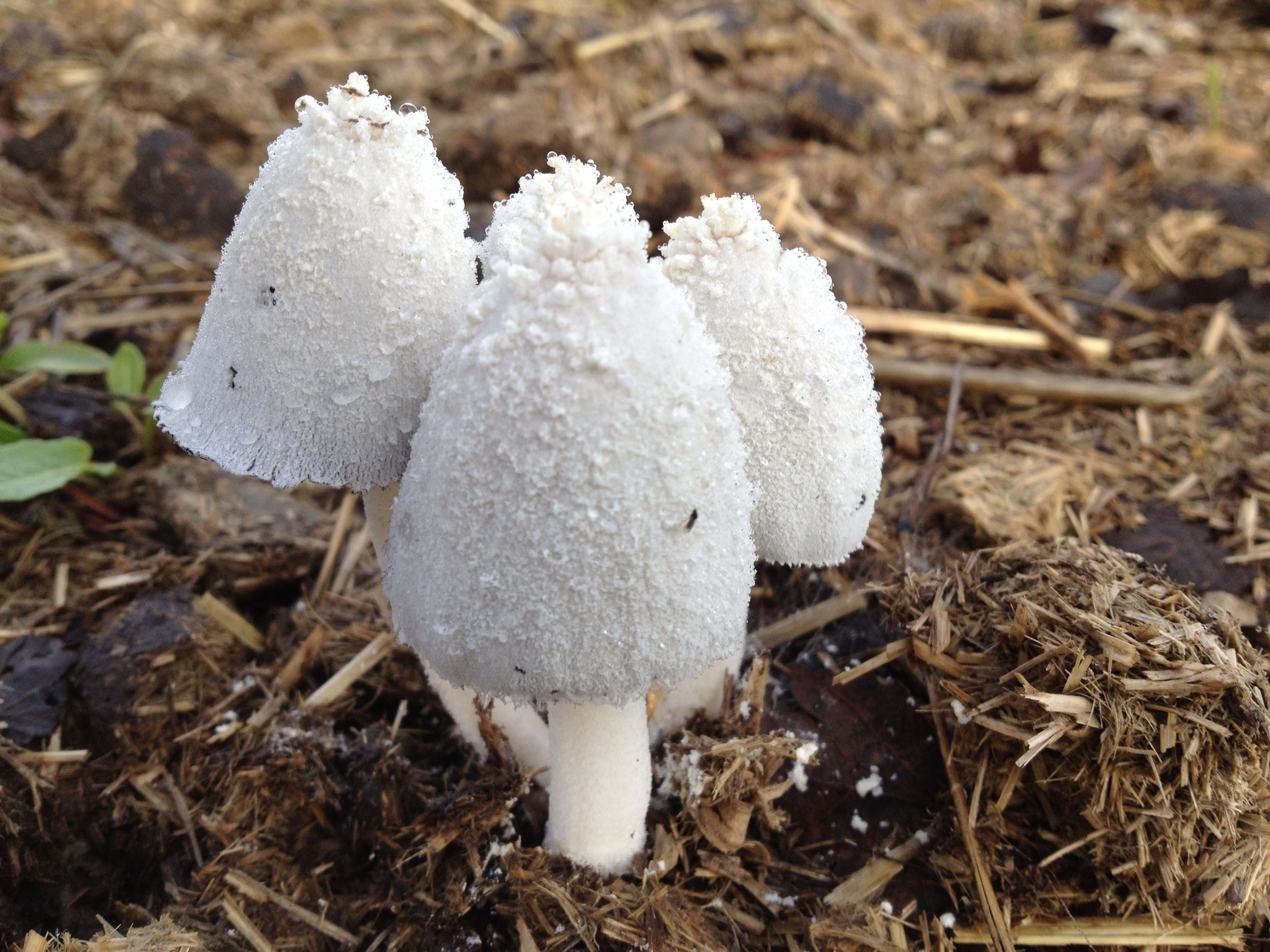
Hoed
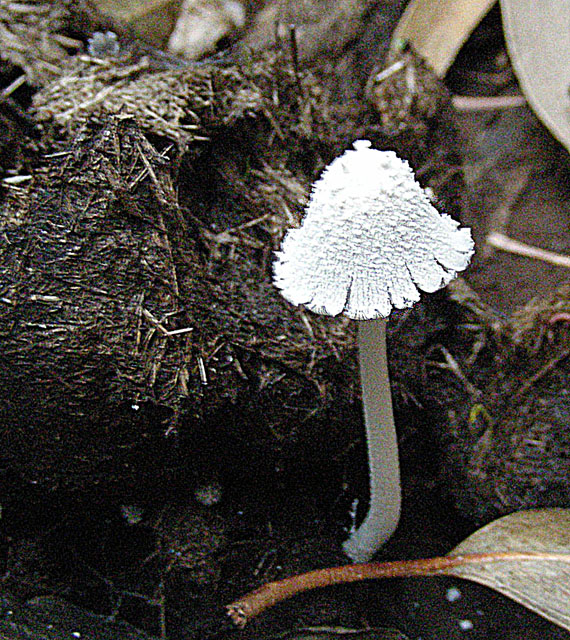
Paddenstoel
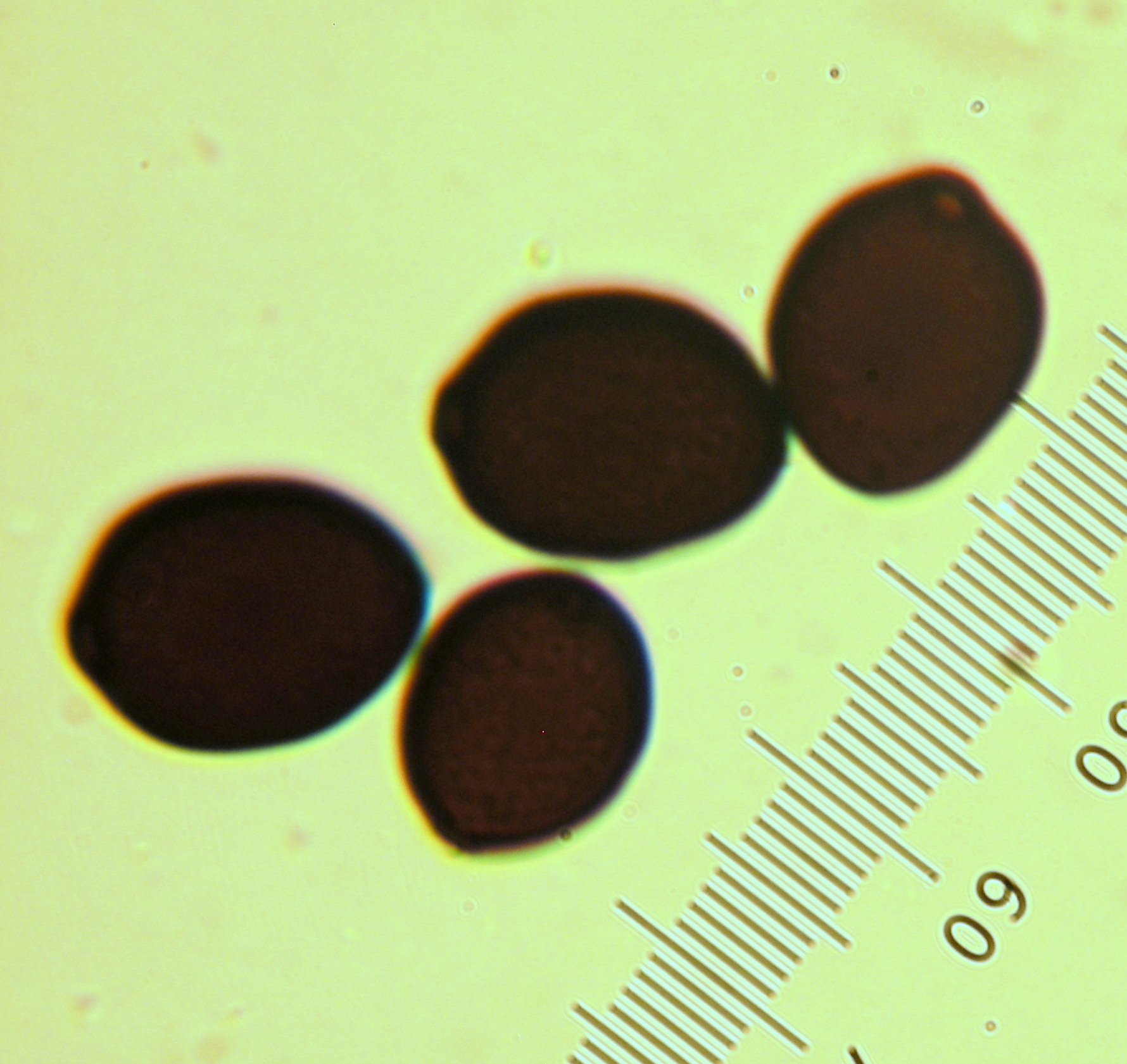
Sporen